# Мовчани (Харківський район)
Мовчани́ —  село в Україні, у Харківському районі Харківської області. Населення становить 210 осіб. Село у складі Безлюдівської громади.

## Географія
Село Мовчани знаходиться в районі Харківського аеропорту. Примикає до села Котляри, на відстані 0,5 км розташований район Харкова Федірці.

## Історія
- 1863 - дата першої згадки Мовчанових хуторів[1].